# مرجئة
المرجئة  هي فرقة قامت على قاعدة "إن المعصية لا تضر بالإيمان كما أن الأعمال الصالحة لا تنفع مع الكفر"، وقد قامت على مخالفة رأي الخوارج بتكفير مرتكب الكبيرة، وكذلك أهل السنة القائلين بأن العمل يُزيد الإيمان. والعقيدة الأساسية عندهم عدم تكفير أي إنسان، أيا كان، ما دام قد اعتنق الإسلام ونطق بالشهادتين، مهما ارتكب من المعاصي، تاركين الفصل في أمره إلى الله تعالى وحده، لذلك كانوا يقولون: لا تضر مع الإيمان معصية، كما لا ينفع مع الكفر طاعة. كما عرفوا بالتزلف والتقرب من السلاطين والدفاع عنهم فيقول يحيى بن معين عن يونس بن بكير: «ثقة إلا أنه مرجئ يتبع السلطان!». وقد نشأ هذا المذهب في أعقاب الخلاف السياسي الذي نشب بعد مقتل عثمان بن عفان وعلي بن أبي طالب، وعنه نشأ الاختلاف في مرتكب الكبيرة. قال خوارج يقولون بكفره والمرجئة يقولون برد أمره إلى الله تعالى إذا كان مؤمنا، وعلى هذا لا يمكن الحكم على أحد من المسلمين بالكفر مهما عظم ذنبه، لأن الذنب مهما عظم لا يمكن أن يذهب بالإيمان، والأمر يرجأ إلى يوم القيامة وإلى الله مرجعه. ويذهب الخوارج، خلافا للمرجئة، إلى أن مرتكب الكبيرة مخلد في النار. في حين وقف أكثر الفقهاء من أهل السنة والمحدثين موقفا وسطا، فرأوا أن قول المرجئة بعفو الله عن المعاصي قد يطمع الفساق، فقرروا أن مرتكب الذنب يعذب بمقدار ما أذنب ولا يخلد في النار، وقد يعفو الله عنه. ويعرف هؤلاء بمرجئة السنة ومنهم حماد بن أبي سليمان وأبي يوسف ومحمد بن الحسن الشيباني وعبد المجيد بن أبي رواد وآخرون.

## المعنى لغويا واصطلاحيا
يقول الشهرستانى: الإرجاء على معنيين: أحدهما بمعنى التأخير كما في قوله تعالى: ﴿قَالُوا أَرْجِهْ وَأَخَاهُ﴾ [الشعراء:36] أي أمهله وأخره والثاني: إعطاء الرجاء وقد أطلق عليهم لأنهم كانوا يؤخرون العمل عن النية والعقد. وأما بالمعنى الثاني فظاهر، فإنهم كانوا يقولون: لا تضر مع الإيمان معصية كما لا تنفع مع الكفر طاعة، وقيل: الإرجاء تأخير حكم صاحب الكبيرة إلى يوم القيامة، فلا يقضى عليه بحكم ما في الدنيا من كونه من أهل الجنة أو من أهل النار.
سميت بهذه التسمية لأن المؤسسين لها يرجئون أي يؤخرون العمل على النية في الرتبة والاعتقاد، فالارجاء هو التأجيل والتأخير. وقد تكون هذه التسمية راجعة لأنهم يعتقدون أنه لا تضر مع الإيمان معصية، كما لا تنفع مع الكفر طاعة. وقالوا: أن الله قد أرجأ تعذيبهم عن المعاصي أي أخره عنهم، كذلك يذكرون أن الإيمان قول بلا عمل، لأنهم يقدمون القول ويؤخرون العمل. وقد أطلق على الجبرية مرجئة وعدت جناحاً من أجنحتها، لأن الجبريين يؤخرون (يرجئون) أمر الله ويرتكبون الكبائر، مرجئين الحكم فيها إلى يوم القيامة. وقد علل أبو سعيد نشوان الحميري في كتابه «الحور العين» هذه التسمية فقال: وسميت المرجئة مرجئة لأنهم يرجئون أمر أهل الكبائر من أهل محمد ﷺ إلى الله تعالى، ولا يقطعون على العفو عنهم ولا على تعذيبهم، ويحتجون بقوله تعالى: ﴿وَآخَرُونَ مُرْجَوْنَ لِأَمْرِ اللَّهِ إِمَّا يُعَذِّبُهُمْ وَإِمَّا يَتُوبُ عَلَيْهِمْ وَاللَّهُ عَلِيمٌ حَكِيمٌ ۝١٠٦﴾ [التوبة:106] ويقولون: اخلاف الوعد (وعد الله للمؤمنين بدخلوهم الجنة) كذب، وإخلاف الوعيد (المقصود توعد الله للعاصين بدخولهم جهنم) عفو وتفضل وكرم. ولو تهدد رجل عبداً من عبيده قد أساء إليه، وعصى وخالف أمره، وتوعده بالجلد أو القتل أو الصلب، أو غير ذلك من العذاب ثم عفا عنه وأخلف وعيده، ما كان يسمى كاذباً. ولهذا فإن المرجئة تجوز (ولا تقطع برأي في هذا) أن يخلف الله وعيده في القرآن، ولا يعذب أحداً من أهل الكبائر من المسلمين. ويجوز أن يعذبهم بقدر ذنوبهم، وأرجوا أو أرجأوا الأمر في ذلك إلى الله تعالى، فسموا: المرجئة.
وأورد النوبختي تعليلًا آخر لنشأة هذه الجماعة ولسبب تسميتها بهذا اللقب فقد ذكر في كتابه «فرق الشيعة» نشأة المرجئة على الوجه التالي: «لما قتل علي عليه السلام، التفت الفرق التي كانت معه والفرقة التي كانت مع طلحة والزبير وعائشة، فصارا فرقة واحدة مع معاوية بن أبي سفيان إلا القليل منهم من شيعته ومن قال بإمامته بعد النبي صلى الله عليه وسلم وآله وهم السواد الأعظم، وأهل الحشو وأتباع الملوك وأعوان كل من غلب، أعني الذين التقوا مع معاوية فسموا جميعاً المرجئة لأنهم تولوا المختلفين جميعاً، وزعموا أن أهل القبلة كلهم مؤمنون بإقرارهم الظاهر بالإيمان، ورجوا لهم جميعاً المغفرة».
وقد ذهب إلى ذلك المعنى أيضاً «الناشئ الأكبر» فقد قرر أن المرجئة نشأت خلال فترة الصراع السياسي على الحكم، إذ أن المسلمين آنذاك كان يكفر الواحد منهم الآخر، ويستحل دمه، ففضّلت هذه الجماعة أن تعتزل هذه المعارك الحربية والفكرية وأن ترجئ انحيازها لفريق أو حكمها على أحد بالكفر. ويقول صاحب كتاب «مسائل في الإمامة» أن المرجئة جماعة وقفوا في أهل الصلاة، لما رأوا اختلافهم وتباينهم في مذاهبهم وسفكهم دمائهم، واكفار بعضهم بعضاً وأرجأوا أمرهم في الثواب والعقاب إلى الله عز وجل، وطمعوا في معرفته والدخول إلى جنته والمجاورة لأنبيائه، وزعموا أن أهل الصلاة كلهم على اكفارهم بعضهم بعضاً، وسفك دمائهم واختلافهم في مذاهبهم مؤمنون، مستكملون لحقيقة الإيمان على إيمان جبريل وميكائيل والملائكة المقربين والأنبياء المرسلين وهؤلاء هم المرجئة. وتأولوا في مذهبهم هذا قول الله عز وجل: ﴿إِنَّ اللَّهَ لَا يَغْفِرُ أَنْ يُشْرَكَ بِهِ وَيَغْفِرُ مَا دُونَ ذَلِكَ لِمَنْ يَشَاءُ﴾ [النساء:48] وقوله: ﴿فَمَنْ يَعْمَلْ مِثْقَالَ ذَرَّةٍ خَيْرًا يَرَهُ ۝٧ وَمَنْ يَعْمَلْ مِثْقَالَ ذَرَّةٍ شَرًّا يَرَهُ ۝٨﴾ [الزلزلة:7–8]. وقالوا: فأهل الصلاة مؤمنون بالله ورسوله وكتبه والبعث والحساب والثواب والعقاب، وقد قال الله عز وجل: ﴿وَمَا جَعَلْنَا الْقِبْلَةَ الَّتِي كُنْتَ عَلَيْهَا إِلَّا لِنَعْلَمَ مَنْ يَتَّبِعُ الرَّسُولَ مِمَّنْ يَنْقَلِبُ عَلَى عَقِبَيْهِ وَإِنْ كَانَتْ لَكَبِيرَةً إِلَّا عَلَى الَّذِينَ هَدَى اللَّهُ وَمَا كَانَ اللَّهُ لِيُضِيعَ إِيمَانَكُمْ﴾ [البقرة:143].
إلى جانب العامل الديني في نشأة المرجئة نستطيع أيضاً أن نضع معه، جنباً إلى جنب، العامل السياسي. خاصة وأن الدين كان في تلك الفرة مرتبطاً بالسياسة ارتباطاً وثيقاً لأن السلطة الدينية كانت هي بعينها السلطة السياسية. وعلى ذلك فإن المرجئة قد نشأت أيضاً باعتبارها حزباً سياسياً ثالثاً مستقلاً قام مع الحزبين الآخرين: حزب الشيعة وحزب الخوارج. ذلك أن شيعة علي بن أبي طالب ترى أنه كان على حق وأنه فعل خيراً بقتاله الخارجين عليه وعلى رأسهم معاوية بن أبي سفيان. بينما الخوارج تكفر علي بن أبي طالب وعثمان بن عفان وكل من قال بالتحكيم، ونادت بأن دم عثمان في رقبة علي بن أبي طالب، الذي كفر حينما اعتقد أن الإمامة بالنص وأنها لا تخرج من آل البيت. هنا نهضت المرجئة حيث قالت: لا نستطيع أن نبت في هذه القضية برأي قاطع، فكل حزب له مبرراته الكافية وأدلته المقنعة، ويصعب على العقل أن يقطع برأي في هذه المسألة، ولهذا ينبغي أن يرجأ الحكم فيها إلى الله. والمرجئة تتفق مع على وأصحابه، لكنها أيضاً تتفق مع معاوية وأصحابه، فهي ترى أن أحد الفريقين لابد أن يكون على حق وصواب لكنها لا تستطيع أن تحدد من هو هذا الفريق المحق ومن هو المبطل. ولقد عبر عبد القاهر البغدادي عن هذه المعاني السابقة لكلمة مرجئة حينما ذهب إلى أن هذه الفرقة ثلاثة أصناف:
1. فهناك من يقول بالإرجاء في الإيمان وفي القضاء والقدر، ويذكر من هذا الصنف غيلان وأبا شمر وحمد بن شبيب المصري.
2. وهناك صنف ثان من المرجئة، أولئك الذين نادوا بالجبر في الأعمال كما هو الحال بالنسبة لمذهب جهم بن صفوان، وتشترك هذه الجماعة مع سابقتها في أن الإيمان مسألة يرجأ الحكم فيها إلى الله.
3. أما الصنف الثالث، فهو على حد تعبير عبد القاهر البغدادي خارج عن القائلين بالجبر والاختيار، حيث ذهب هذا الصنف إلى إرجاء العمل عن النية. ويذكر من هؤلاء: اليونسية والغسانية والثوبانية والثومنية والمريسية.[9]

## أول من قال بالإرجاء
يذكر العلماء أن الحسن بن محمد بن الحنفية هو أول من ذكر الإرجاء في المدينة بخصوص علي وعثمان وطلحة والزبير، حينما خاض الناس فيهم وهو ساكت ثم قال: قد سمعت مقالتكم ولم أر شيئاً أمثل من أن يرجأ علي وعثمان وطلحة والزبير، فلا يتولوا ولا يتبرأ منهم. ولكنه ندم بعد ذلك على هذا الكلام وتمنى أنه مات قبل أن يقوله، فصار كلامه بعد ذلك طريقاً لنشأة القول بالإرجاء، وقد بلغ أباه محمد بن الحنيفة كلام الحسن فضربه بعصا فشجه، وقال: لا تتولى أباك علياً؟ ولم يلتفت الذين تبنوا القول بالإرجاء إلى ندم الحسن بعد ذلك، فإن كتابه عن الإرجاء انتشر بين الناس وصادف هوى في نفوس كثيرة فاعتنقوه.
وقد عدّ الشهرستاني جماعة من علماء السلف قيل أنهم من المرجئة كمصطلح يقابل مصطلح الخوارج، فقال من هؤلاء: الحسن بن محمد بن علي بن أبي طالب، وذكر أنه أول من قال بالإرجاء، ولكنه لم يجزم بذلك فيما يبدو من تعبيره، حيث ذكر ذلك بصيغةِ التمريض «قيل»، وذكروا أيضا طلق بن حبيب العنزي وعمر بن مرة ومحارب بن زياد ومقاتل بن سليمان وذر، وعمرو بن ذر، وحماد بن أبى سليمان وأبو حنيفة وأبو يوسف ومحمد بن الحسن وقديد بن جعفر، ثم استدرك على هذا القول وقال: «وهؤلاء كلهم أئمة الحديث لم يكفروا أصحاب الكبائر بالكبيرة، ولم يحكموا بتخليدهم في النار، خلافاً للخوارج والقدرية».

## فرق المرجئة
تنقسم المرجئة إلى فرقتين رئيسيتين وهم:

### مرجئة الفقهاء
هي إحدى فرق المرجئة ظهرت في الكوفة علي يد طائفة من فقهاء أهل السنة والجماعة أخطأوا في باب الإيمان فأخرجوا العمل منه، وعقيدتهم أن «لا تضر مع الإيمان معصية، كما لا تنفع مع الكفر طاعة» وأن الإيمان هو «التصديق والقول فقط، ولا يزيد ولا ينقص، ولا دخل للطاعة والمعصية في مسمى الإيمان»، وقد رد عليهم أهل السنة والجماعة بقاعدة «الإيمان يزيد وينقص، يزيد بالطاعة وينقص بالمعصية».

### مرجئة المتكلمين
ينقسم مرجئة المتكلمين الي فرقتين كلاميتين وهم:

#### الجهمية
أو المعطلة وهم أتباع الجهم بن صفوان وعقيدتهم أن «الإيمان تصديق بالقلب فقط وليس داخل فيه القول والعمل»، وقد كفرهم علماء السلف وأتهموهم بالزندقة بسبب قولهم بخلق القرآن وإنكار صفات الله وقال الدارمي السمرقندي: «ونكفرهم أيضا بكفر مشهور» كما أورد الدارمي جملة من أسماء الذين حكموا بكفر الجهمية صراحة، ومنهم: سلام بن أبي مطيع، وحماد بن زيد، ويزيد بن هارون، وابن المبارك، ووكيع، وحماد بن أبي سليمان، ويحيى بن يحيى، وأبو توبة الربيع ابن نافع، ومالك بن أنس. وقد كان علماء وأئمة السلف يرون كفر الجهمية أعظم من كفر اليهود كما قال عبد الله ابن المبارك والبخاري.

#### الكرامية
وهم أتباع محمد بن كرام السجستاني، وعقيدتهم أن «الإيمان هو التصديق باللسان دون تصديق القلب، وأنه لا يزيد ولا ينقص، ولا يستثنى فيه» فالمنافقون عندهم مؤمنون كاملو الإيمان وليسوا كفار يظهرون الإسلام فخالفوا بذلك باقي فرق المرجئة كالجهمية ومرجئة الفقهاء.

## كبار المرجئة
من كبار المرجئة ومشاهيرهم: الجهم بن صفوان، وأبو الحسين الصالحي، ويونس السمرى، وأبو ثوبان، والحسين بن محمد النجار، وغيلان، ومحمد بن شبيب، وأبو معاذ التومنى، وبشر المريسي، ومحمد بن كرام، ومقاتل بن سليمان المشبه لله عز وجل بخلقه، ومثله الجواربى وهما من غلاة المشبهة

## أصول عقيدة المرجئة
تكاد فرق المرجئة تتفق في أصولها على مسائل هامة كتعريف الإيمان بأنه التصديق أو المعرفة بالقلب أو الإقرار. وأن العمل ليس داخلاً في حقيقة الإيمان، ولا هو جزء منه، مع أنهم لا يغفلون منزلة العمل من الإيمان تماماً إلا عند الجهم ومن تبعه في غلوه. وأن الإيمان لا يزيد ولا ينقص، لأن التصديق بالشئ والجزم به لا يدخله زيادة ولا نقصان.وأن أصحاب المعاصى مؤمنون كاملو الإيمان بكمال تصديقهم وأنهم حتماً لا يدخلون النار في الآخرة.

ولهم اعتقادات أخرى: كالقول بأن الإنسان يخلق فعله، وأن الله لا يرى في الآخرة، وقد تأثروا في هذه الآراء بالمعتزلة، وكذا رأيهم في أن الإمامة ليست واجبة، فإن كان ولا بد فمن أي جنس كان ولو كان غير قرشي، وقد تأثروا بهذا الرأى من الخوارج الذين كانوا ينادون به ولم يطبقوه. ومن عقائد المرجئة الجهمية أن الكفر بالله هو الجهل به –وهو قول جهم- وأن الإيمان هو المعرفة بالله فقط وأنه لا يتبعض، ومنها أن الجنة والنار تفنيان وتبيدان ويفنى أهلهما ولا خلود لأحد فيهما.

### موقفهم من الإمامة
الشيعة تقول بأن الإمامة بالنص وأنها ينبغي أن تكون من قريش وأن لا تخرج عن آل بيت الرسول، وفي المقابل هذا ذهب الخوراج إلى أن الإمامة ينبغي أن تكون عن طريق الاختيار الحر المباشر، وهذا الاختيار لا يعتمد على العاطفة أو الميل أو الهوى بل يعتمد على العقل، وعلى اختيار الرجل الكفء أياً كانت هوية هذا الرجل. وموقف المرجئة من هذه المشكلة كان وسطاً بين هذين الموقفين فهي قد أخذت عن الخوراج رأيها القائل أن الإمامة لا ينبغي أن تكون بالوراثة أو بالنص ومن ثم ينبغي أن يكون اختيار الإمام قائماً على أنه أفضل الناس، ولهذا فأنها ترى أنه لا يصح أن يتولى المفضول الإمامة الإمامة أبداً. كذلك أخذت المرجئة من الشيعة ما ذهبت إليه من أن الإمامة ينبغي أن تكون من قريش مستندة في هذا الصدد إلى الحديث المنسوب إلى الرسول.
يقول الناشئ الأكبر في كتابه «مسائل الإمامة»: إن المرجئة كلها تقول بإمامة الفاضل ولا يجيزون إمامة المفضول بوجه من الوجوه، وينكرون قول من زعم أنه يتولى مفضول على فاضل إذا كانت علة يخاف معها الانتشار. ويزعمون أن تلك العلة لا تخلو من أن تكون بين أهل العدالة، فإن ذلك مزيل لعدالتهم إذا مالوا إلى المفضول وتركوا الفاضل. وفي هذا ما يدل على أنهم غير ناصحين ولا محتاطين للأمة. وإن كانت العلة من أهل الفسق، فعلى علماء الأمة وعدولها الذين لمثلهم تعقد الإمامة أن يعظوهم ويعرفوهم مالهم من الحظ في ولاية الفاضل وما يلحقهم من الضرر في الدنيا والدين بتولية المفضول وايثاره بالإمامة على الفاضل. وإن أبوا أن يرجعوا ويعترفوا بما يجب عليهم، أمضى أهل العدالة العقد الفاضل وجاهدوا من دفع عن الإمامة.
وموقف المرجئة من الإمامة يمكن تلخيصه فيما يلي:
ترى الغالبية العظمى من المرجئة أن الإمامة لا تصلح إلا في قريش، فكل من دعى من قريش إلى الكتاب والسنة والعمل بالعدل وجبت إمامته ووجب الخروج معه. لأن القريشيين، كما قال الرسول قوم أن استرحموا رحموا وإذا حكموا عدلوا وإذا قسموا أقسطوا. فالمرجئة ترى أن الإمام من قريش، لكنها تنكر أن يكون الله ورسوله قد نصا على أنها من سلالة معينة أو أنها بالوراثة، فالإمامة ينبغي أن تكون شورى بين خيار الأمة وفضلائها. كذلك نجد أن معظم المرجئة يميلون إلى القول بأن علي بن أبي طالب كان على حق في قتاله معاوية وطلحة والزبير وعائشة وغيرهما. وأن هؤلاء كانوا على خطأ، ولهذا فقد مالت المرجئة إلى القول بأنه يجب على المسلمين محاربتهم كقوله تعالى: (فقاتلوا التي تبغي حتى تفيء إلى أمر الله) وهذا لم يمنع فئة قليلة من المرجئة من القول: أن واحداً من الفريقين (علي ومعاوية) مخطئ والآخر مصيب، وتصح تولية كل واحد منهما بمفرده لكن لا تصح ولايتهما معاً. ومن الواضح أن هناك تناقض في هذا الصدد داخل مذهب المرجئة. فهم يقولون بأن علياً على حق وأنه يجب أن يقاتل خصومه، وعلى المسلمين أن يقاتلوا معه. فإن هذا دليل على أنهم حكموا على خصوم علي بأنهم خارجون عن الإسلام، هذا في الوقت الذي نعرف فيه أنهم سموا مرجئة لأنهم لم يحكموا على أحد بالكفر ولم يحاربوا مع أحد من المسلمين ضد مسلم أياً كان. وبالإضافة إلى هذا فإنها قد جورت تولي طلحة أو الزبير إمامة المسلمين، وأما سبب هذا التناقض فيرجع لانقسام المرجئة فيما بينهما خاصة وأن كل حزب من المرجئة يضم عادة بعض الجماعات التي لها ميول خاصة.

## أهل السنة والمرجئة
قام أهل السنة بالإنكار عليهم، وتغليظ القول فيهم، وتبديع مقالتهم، والرد على عقيدتهم، ورأوا أنهم أخطر على الدين من الخوارج، فقال الزهري: «ما ابتدعت في الإسلام بدعة هي أضر على أهله من هذه -يعني الإرجاء-»، وقال إبراهيم النخعي عنهم أنهم أخطر من غلاة الخوارج فيقول «أخوف على هذه الأمة من فتنة الأزارقة»، وقال الأوزاعي: «كان يحيى بن أبي كثير، وقتادة يقولان: ليس شيء من الأهواء أخوف عندهم على الأمة من الإرجاء»، وقال شريك القاضي - وذكر المرجئة -  فقال: «هم أخبث قوم، وحسبك بالرافضة خبثا، ولكن المرجئة يكذبون على الله»، نقل ابن كثير عن ابن عساكر أنه روى من طريق النَّضْر بن شُمَيْل قال: «دخلت على المأمون» فقال: «كيف أصبحت يا نضر؟» قال: قلت: «بخيرٍ يا أمير المؤمنين». فقال: «ما الإرجاء؟ فقلت: دين يوافق الملوك يصيبون به من دنياهم وينقصون به من دينهم. قال: صدقت.» وقال سفيان الثوري: «تركت المرجئة الإسلام أرق من ثوب سابري». قال سعيد بن جبير «المرجئة يهود القبلة، فما من عدو إلا ظاهروه، ولا فاسق إلا حالفوه، ولا ظالم إلا أعانوه، ولا داع للخير إلا حاربوه» [ ابن بطة، لوحة 168 ].
ويُطلق العلماء وصف المرجئ على من يتبع السلطان في المعصية والذين يسوغون لهم ما حرم الله ويبررون لهم أفعالهم فيقول في ذلك يحيى بن معين عن يونس بن بكير: «ثقة إلا أنه مرجئ يتبع السلطان!».
وقال ابن تيمية: «المرجئة وأمثالهم ممن يسلك مسلك طاعة الأمراء مطلقاً وإن لم يكونوا أبراراً»)

## وصلات خارجية
- دائرة الإفتاء العام الأردنية: ما هي عقيدة الإرجاء، وهل هي عقيدة صحيحة؟